# Gustav Hermann Unger
Gustav Hermann Unger, född den 26 oktober 1886 i Kamenz, död den 31 december 1958 i Köln, var en tysk tonsättare.
Unger blev filosofie doktor 1910 på en avhandling om hexametern i grekernas diktning. Unger, som var elev till Edgar Istel och Max Reger, komponerade pianostycken, sånger, blandade körer, kantaten Hymnus an das Leben, en symfoni, den symfoniska sviten Jahreszeiten, vidare för orkester Bilder aus dem Orient, Deutsche Tänze med mera. Han var redaktör för Rheinische Musikzeitung i Köln och skrev bland annat Musikalisches Laienbrevier (1920) och två biografier över Reger (1921, 1924).